# 페로즈 칸 눈
말리크 페로즈 칸 눈(우르두어: ملک فیروز خان نون, 영어: Malik Feroz Khan Noon, 1893년 5월 7일~1970년 12월 9일)은 1957년 12월 16일부터 이스칸데르 미르자 대통령이 1958년 10월 8일 파키스탄 쿠데타로 계엄령을 선포할 때까지 파키스탄의 제7대 총리를 지낸 파키스탄의 정치인이었다.
영국에서 변호사 교육을 받은 그는 영국령 인도 육군과 관련된 문제에 대해 인도 정부로부터 윈스턴 처칠 총리의 군부 장관에 군사 고문으로 일하기 전에 영국 주재 인도 사무소로 일했다.
그는 1947년 8월 14일 무함마드 알리 진나가 이끄는 성공적인 헌법운동의 결과로 파키스탄 연방을 민족국가로서 협상하고 설립하는 데 도움을 준 파키스탄의 건국의 아버지들 중 한 명이었다.

## 어린 시절 및 영국의 교육
페로즈 칸 눈은 1893년 5월 7일 당시 영국령 인도 펀자브주 쿠샤브군에 위치한 하모카 마을에서 태어났다. 그는 귀족적인 지주 가문 출신으로 사교계에서 부와 명성을 얻었으며 펀자브인 라지푸트 가문을 가진 것으로 알려진 눈 씨족에 속했다.
1912년에 영국으로 보내지기 전까지 눈은 라호르에 있는 아이치슨 칼리지에 다녔다. 인도 사무소는 그가 사우스더비셔의 틱널에 있는 로이드 목사의 가족과 함께 지내도록 주선했다. 그곳에서 그는 옥스퍼드 대학교로 유학을 신청했지만, 처음에는 발리올 칼리지에 의해 거절당했고, 그 후 워덤 칼리지에 합격했다. 논은 1913년까지 로이드 가족과 함께 지냈고, 옥스포드에 갈 때까지 그들과 가까운 관계를 유지했다.
워덤 칼리지에서 역사학과 페르시아어를 공부했고, 1916년 역사학 학사 학위를 받았다. 그는 열렬한 축구 선수였고 이시스 클럽에서 대학 필드하키를 했다.
대학 시절 동안, 노인은 그곳의 대학에서 고등 교육을 받기 위해 미국으로 갔지만 옥스포드로 돌아왔다. 그는 대학 시절 영국 문화를 배우라는 아버지의 충고를 따르며 소수의 인도 학생들과 교류했고, 공부에 집중하느라 인도 문화 축제에 참석할 시간이 부족했다.
1916년 그는 법학 시험을 보기 위해 런던으로 갔다. 그는 1917년 인도로 돌아가기 전에 이너 탬플에서 변호사 자격을 얻었다.

## 총리직
아와미 연맹의 후세인 샤히드 수라와르디와 파키스탄 무슬림 연맹의 이브라힘 이스마일 춘드리가르의 사임 이후, 눈은 3당 연립 정부로부터 마지막 후보였으며, 보수 공화당의 의제에서 총리직에 대한 그의 지지를 시작했다.
그는 아와미 연맹, 국민 아와미당, 크리샤크 스라믹당, 그리고 국회 내의 의회 단체들과 동맹을 맺는데 성공하여 총리로서 정부를 구성할 수 있었다.

## 말년, 개인 생활 및 사망
1958년 파키스탄 쿠데타 이후, 눈은 국가 정치에서 은퇴하고 정치 작가가 되었다. 그는 인도의 역사와 파키스탄의 법과 정치에 관한 문제에 관한 5권의 책을 저술했다.
그는 오스트리아인 비카룬니사 눈과 결혼했는데, 비카룬니사 눈은 저명한 정치인이자 사회인이었다. 1970년 12월 7일 그의 조상 마을인 사르고다군 누르푸르눈에서 사망하였다.

## 같이 보기
- 파키스탄의 정치